# Ангарско възвишение
Ангарско възвишение (на руски: Ангарский кряж) е възвишение разположено в централната част на Иркутска област, а крайните му северни разклонения – в Красноярски край. Простира се от югозапад на североизток, в югоизточната част на Средносибирското плато от подножието на планината Източни Саяни до горния басейн на река Долна Тунгуска (десен приток на Енисей) на протежение от около 800 km На югозапад се свързва с планината Източни Саяни, на северозапад се понижава към Приангарското и Централно-Тунгуското плато, а на изток и югоизток плавно преминава в по-високото Лено-Ангарското плато.
В най-южните части се издига до 1022 m, в средата слабо се понижава, а на север отново се издига до 912 m (връх Ириня). Възвишението се състои от няколко паралелни вериги със слабо издигнати и заравнени вододели между тях. Изградено е от долнопалеозойски карбонатни и теригенни наслаги и интрузивни пластове, образуващи характерните за района „трапи“. При пресичането на „трапите“ река Ангара и нейните притоци образуват малки водопади и големи прагове. Южните и централните части на възвишението се отводняват от левите и десни притоци на Ангара, а от северните му части водят началото си реките Долна Тунгуска и Подкаменна Тунгуска, десни притоци на Енисей. На североизток се простира тайга от лиственица, а на югозапад – борови гори с примеси от ела и кедър. Разработват се големи находища на желязна руда.

## Топографски карти
- N-47 М 1:1000000[2]
- О-47-Г М 1:500000[3]
- О-48 М 1:1000000[4]